# تشن يي وين
تشن يي وين (الصينية المبسطة: 陈艺文؛ الصينية التقليدية: 陈艺文؛ بينيين: Chén Yìwén؛ من مواليد 15 يونيو 1999) هي لاعبة غطس صينية. شاركت في دورة الألعاب الأولمبية الصيفية 2024 في باريس، فازت مع اللاعبة تشانغ ياني بأول ميداليات ذهبية أولمبية في حدث القفز المتزامن من 3 أمتار للسيدات في 28 يوليو 2024.